# Calle 72 (línea de la Séptima Avenida–Broadway)
Calle 72 es una estación en la línea de la Séptima Avenida-Broadway del Metro de Nueva York. La estación se encuentra localizada en Upper West Side, Manhattan entre Broadway, la Calle 72 y la Avenida Amsterdam (incluyendo a Verdi Square y Sherman Square). Lincoln Center for the Performing Arts se encuentra a pocas cuadras al sur. La estación es servida las 24 horas por los trenes de los servicios ,  y .

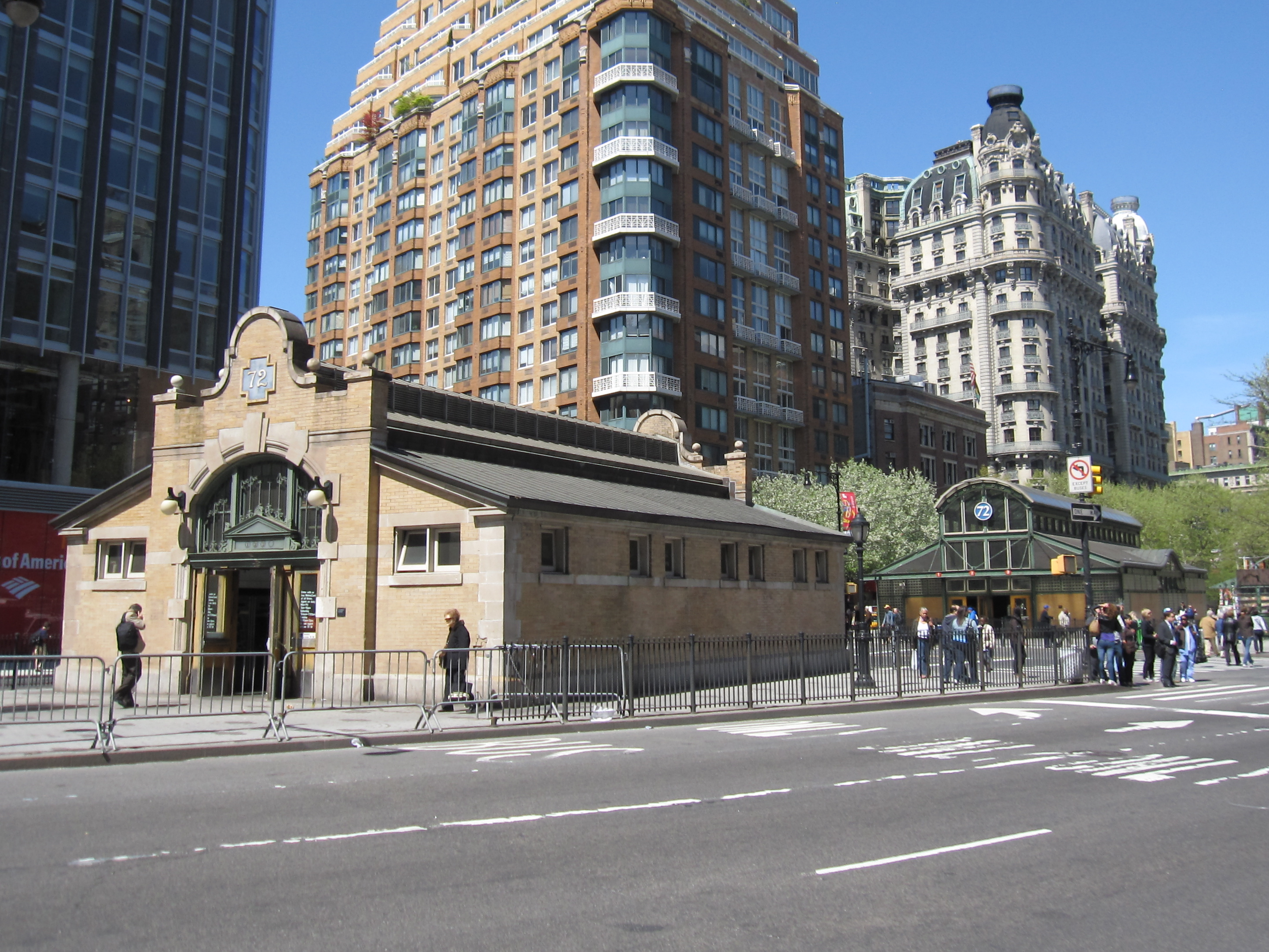
La vieja y nueva entrada a la estación, ubicadas a la izquierda y derecha respectivamente.